# Lista de atletas que competiram tanto nos Jogos Olímpicos quanto nos Jogos Paralímpicos
Este artigo traz uma lista de atletas que competiram tanto nos Jogos Olímpicos quanto nos Jogos Paralímpicos.
Ao longo da história, diversos atletas com deficiência física participaram de edições dos Jogos Olímpicos, tendo conseguido resultados expressivos. O único caso registrado de atleta profissional que fez o caminho inverso, ou seja, competiu primeiro nos Jogos Olímpicos e depois nos Jogos Paralímpicos, é o do esgrimista húngaro Pál Szekeres, que conquistou uma medalha de bronze em 1988 e, após os Jogos, sofreu um acidente de carro que o deixou paraplégico. Szekeres já participou de cinco Jogos Paralímpicos.
17 atletas reconhecidamente surdos já competiram nos Jogos Olímpicos. Atletas surdos, porém, competem em uma competição específica, as Surdolimpíadas, que são celebrados desde 1924 e controladas pelo Comitê Internacional de Esportes para Surdos (CISS). Esta instituição foi uma das fundadoras do IPC em 1989, mas devido a divergências institucionais, ela voltou a ser independente em 1995.

## Histórico
Muito antes da criação dos Jogos Paralímpicos, alguns atletas com deficiência conseguiram competir nos Jogos Olímpicos. 
O ginasta americano George Eyser foi o pioneiro. Ele, apesar de perdido uma perna quando criança ao ser atropelado por um trem, competiu nos Jogos Olímpicos de Verão de 1904 com uma perna de pau e ganhou três medalhas de ouro, duas de prata e uma de bronze, incluindo um ouro no salto, evento que incluiu um salto sobre um cavalo realizado sem o auxílio de um trampolim. Também houve outros medalhistas amputados nos Jogos Olímpicos antes da criação dos Jogos Paralímpicos. Olivér Halassy, da Hungria, cuja perna esquerda foi amputada abaixo do joelho, conquistou três medalhas (duas de ouro e uma de prata) no polo aquático, em 1928, 1932 e 1936. Károly Takács, também da Hungria, conquistou o ouro no tiro no verão de 1948 nas Olimpíadas. Sua mão direita havia sido "estilhaçada por uma granada" dez anos antes e ele aprendeu sozinho a atirar com a esquerda. A esgrimista surda húngara Ildikó Újlaky-Rejtő ganhou duas medalhas individuais (uma de ouro e uma de bronze) e cinco medalhas por equipe nas Olimpíadas entre 1960 e 1976. Embora sua carreira olímpica tenha coincidido com o início das Paralimpíadas, ela nunca competiu nesta última, porque a esgrima paralímpica é a esgrima para cadeiras de rodas.

### Pós-criação dos Jogos Paralímpicos
Vários atletas com deficiência competiram tanto nos Jogos Olímpicos quanto nos Jogos Paralímpicos.
A neozelandesa Neroli Fairhall foi a primeira pessoa paraplégica a competir nos Jogos Olímpicos. Depois de competir nos Jogos Paralímpicos de Verão de 1980, Fairhall ganhou ouro quando o tiro com arco foi apresentado aos Jogos da Commonwealth em Brisbane, em 1982. Outro atleta, o canadense com deficiência visual Brian McKeever, foi selecionado para competir nos Jogos Olímpicos de Inverno de 2010 em Vancouver, mas acabou sendo reservado por seu treinador. No entanto, o irmão de Brian, Robin McKeever, que ganhou várias medalhas nas Paralimpíadas de Inverno como atleta-guia de Brian, participou do esqui cross-country nos Jogos Olímpicos de Inverno de 1998 em Nagano.
A italiana Paola Fantato, também atleta do tiro com arco, foi a primeira a competir, em 1996, nos Jogos Olímpicos e Paralímpicos no mesmo ano, tendo sido eliminada na primeira fase nos Jogos Olímpicos e conquistado duas medalhas nos Jogos Paralímpicos.
O nadador surdo sul-africano Terence Parkin ganhou a medalha de prata nos 200 metros de peito nos Jogos Olímpicos de Sydney-2000 e também participou em 2004 em Atenas, mas nunca participou das Paralimpíadas, pois esta não tem uma categoria para nadadores surdos.
O corredor sul-africano Oscar Pistorius é o detentor do recorde mundial masculino T43 nas provas de 100, 200 e 400 metros. Com um tempo de 400 metros de 45,07 segundos registrado em 19 de julho de 2011, ele atingiu o requisito de qualificação "A" para o Campeonato Mundial de 2011 e os Jogos Olímpicos de Verão de 2012. Em Londres 2012, Pistorius se tornou o primeiro amputado a correr nos Jogos Olímpicos de Verão, onde competiu nos eventos de revezamento 400m e 4 × 400, mas não ganhou uma medalha.
O duas vezes vencedor da Maratona Olímpica, o etíope Abebe Bikila, cadeirante desde um acidente de carro em 1969, nunca participou dos Jogos Paralímpicos porque a equipe de tiro com arco da Etiópia não conseguiu chegar a Heidelberg para os Jogos Paralímpicos de Verão de 1972.

### Atletas surdos
A esgrimista Ildikó Rejtő, também húngara, competiu em cinco edições dos Jogos Olímpicos, entre 1960 e 1972, conquistando sete medalhas, sendo duas de ouro. Rejtő é um dos 17 atletas reconhecidamente surdos a já competirem nos Jogos Olímpicos, onde também destaca-se o nadador sul-africano Terence Parkin, que ganhou uma medalha de prata nos Jogos Olímpicos de Verão de 2000. Atletas surdos competem em uma competição específica, as Surdolimpíadas, que são celebrados desde 1924 e controladas pelo Comitê Internacional de Esportes para Surdos (CISS). Esta instituição foi uma das fundadoras do IPC em 1989, mas devido a divergências institucionais ela voltou a ser independente em 1995.

## Lista dos atletas

### Esportes de verão
| #  | Atleta | Atleta               | Desabilitação                                    | Jogos Paralímpicos                                                               | Jogos Paralímpicos          | Jogos Olímpicos                                          | Jogos Olímpicos |
| #  | Atleta | Atleta               | Desabilitação                                    | Edição                                                                           | Esporte                     | Edição                                                   | Esporte         |
| -- | ------ | -------------------- | ------------------------------------------------ | -------------------------------------------------------------------------------- | --------------------------- | -------------------------------------------------------- | --------------- |
| 1  |        | NZL Neroli Fairhall  | Cadeirante                                       | Arnhem 1980 Seul 1988 Sydney 2000                                                | Tiro com arco paralímpico   | Los Angeles 1984                                         | Tiro com arco   |
| 2  |        | HUN Pál Szekeres     | Cadeirante                                       | Barcelona 1992 Atlanta 1996 Sydney 2000 Atenas 2004 Pequim 2008 Londres 2012     | Esgrima em cadeira de rodas | Seul 1988                                                | Esgrima         |
| 3  |        | BEL Sonia Vettenburg | Cadeirante                                       | Nova Iorque/Stoke Mandeville 1984 Seul 1988                                      | Tiro desportivo paralímpico | Barcelona 1992                                           | Tiro desportivo |
| 4  |        | ITA Paola Fantato    | Cadeirante devido à poliomielite                 | Seul 1988 Barcelona 1992 Atlanta 1996 Sydney 2000 Atenas 2004                    | Tiro com arco paralímpico   | Atlanta 1996                                             | Tiro com arco   |
| 5  |        | USA Marla Runyan     | Parcialmente cega                                | Barcelona 1992 Atlanta 1996                                                      | Atletismo paralímpico       | Sydney 2000 Atenas 2004                                  | Atletismo       |
| 6  |        | POL Natalia Partyka  | Amputação congênita (nasceu sem o braço direito) | Sydney 2000 Atenas 2004 Pequim 2008 Londres 2012 Rio de Janeiro 2016 Tóquio 2020 | Tênis de mesa paralímpico   | Pequim 2008 Londres 2012 Rio de Janeiro 2016 Tóquio 2020 | Tênis de mesa   |
| 7  |        | RSA Natalie du Toit  | Amputação (membros inferiores)                   | Atenas 2004 Pequim 2008 Londres 2012                                             | Natação paralímpica         | Pequim 2008                                              | Natação         |
| 8  |        | RSA Oscar Pistorius  | Amputação (membros inferiores abaixo dos jelhos) | Atenas 2004 Pequim 2008 Londres 2012                                             | Atletismo paralímpico       | Londres 2012                                             | Atletismo       |
| 9  |        | ITA Assunta Legnante | Parcialmente cega                                | Londres 2012 Rio de Janeiro 2016                                                 | Atletismo paralímpico       | Pequim 2008                                              | Atletismo       |
| 10 |        | AUT Pepo Puch        | Paraplegia                                       | Londres 2012 Rio de Janeiro 2016                                                 | Hipismo paralímpico         | Atenas 2004                                              | Hipismo         |
| 11 |        | GER Ilke Wyludda     | Amputação (membros inferiores)                   | Londres 2012                                                                     | Atletismo paralímpico       | Barcelona 1992 Atlanta 1996 Syndey 2000                  | Atletismo       |
| 12 |        | IRI Zahra Nemati     | Cadeirante                                       | Londres 2012 Rio de Janeiro 2016                                                 | Tiro com arco paralímpico   | Rio de Janeiro 2016                                      | Tiro com arco   |
| 13 |        | AUS Melissa Tapper   | Problema no braço direito                        | Londres 2012 Rio de Janeiro 2016                                                 | Tênis de mesa paralímpico   | Rio de Janeiro 2016                                      | Tênis de mesa   |
| 14 |        | CRO Sandra Paović    | Paralisia devido a um acidente                   | Rio de Janeiro 2016                                                              | Tênis de mesa paralímpico   | Pequim 2008                                              | Tênis de mesa   |

### Esportes de inverno
| # | Atleta | Atleta            | Desabilitação                  | Jogos Paralímpicos        | Jogos Paralímpicos | Jogos Olímpicos                                | Jogos Olímpicos                        |
| # | Atleta | Atleta            | Desabilitação                  | Edição                    | Esporte            | Edição                                         | Esporte                                |
| - | ------ | ----------------- | ------------------------------ | ------------------------- | ------------------ | ---------------------------------------------- | -------------------------------------- |
| 1 |        | ITA Orazio Fagone | Amputação (membros inferiores) | Turim 2006 Vancouver 2010 | Hóquei em trenó    | Calgary 1988 Albertville 1992 Lillehammer 1994 | Patinação de velocidade em pista curta |

## Ganhadores de medalhas em ambos os jogos
Atualmente, há apenas um atleta que ganhou uma medalha nas Olimpíadas antes de ficar com deficiência e passou a ganhar medalhas nas Paralimpíadas. O esgrimista húngaro Pál Szekeres conquistou a medalha de bronze nos Jogos Olímpicos de Verão de 1988, depois ficou incapacitado em um acidente de ônibus e conquistou três medalhas de ouro e três de bronze na esgrima em cadeira de rodas nas Paraolimpíadas.
Em 2012, Craig MacLean, um ciclista de pista britânico e medalhista olímpico de prata, foi atleta-guia de Anthony Kappes, que ganhou o ouro nos Jogos Paralímpicos de Verão 2012. Pela primeira vez nesses jogos, os atletas-guia de atletas cegos também foram premiados com medalhas, e MacLean, embora não fosse deficiente, tornou-se apenas a segunda pessoa a ganhar medalhas tanto nos Jogos Olímpicos quanto nos Paralímpicos.
O nadador Terence Parkin ganhou uma prata nos 200 metros de peito em Sydney em 2000 e duas medalhas de ouro na Surdolimpíadas em 2005.

### Atletas-guia
Existem atletas-guia com visão, como Robin McKeever e Craig MacLean, que participaram dos Jogos Olímpicos e Paraolímpicos. McLean ganhou uma medalha de prata no sprint por equipe nos Jogos Olímpicos de 2000 e uma medalha de ouro como piloto duplo no sprint duplo nos Jogos Paraolímpicos de 2012.

### Corrida em cadeiras de rodas nos Jogos Olímpicos
De 1984 a 2004, vários atletas competiram em corridas em cadeira de rodas nas Olimpíadas. Como as competições foram incorporadas ao programa de atletismo das Olimpíadas apenas como eventos de demonstração, as medalhas entregues não são contabilizadas como medalhas oficiais. Por conta disso, os competidores em cadeiras de rodas nessas corridas não são normalmente considerados como tendo competido no programa das Olimpíadas, uma vez que não foram eventos de medalha nem incorporaram atletas sãos.